# حنين إبراهيم
حنين إبراهيم (مواليد 29 يونيو 2000) هي سباحة سودانية. شاركت في سباق 50 متر سباحة حرة للسيدات في أولمبياد صيف 2016، حيث احتلت المركز 84 بزمن قياسي قدره 36.25 ثانية.  لم تتأهل إلى الدور ما قبل النهائي.

## أنظر ايضا
قائمة الأرقام القياسية السودانية في السباحة

## روابط خارجية
- حنين إبراهيم على موقع الاتحاد الدولي للسباحة (الإنجليزية)
- حنين إبراهيم على موقع SwimRankings.net (الإنجليزية)
- حنين إبراهيم على موقع اللجنة الأولمبية الدولية (الإنجليزية)
- حنين إبراهيم على موقع أوليمبيديا (الإنجليزية)
- حنين إبراهيم  على موقع SportsReference  - سبورتس رفرنس